# El Porvenir, Técpan de Galeana
El Porvenir är en ort i Mexiko.   Den ligger i kommunen Técpan de Galeana och delstaten Guerrero, i den södra delen av landet, 280 km sydväst om huvudstaden Mexico City. El Porvenir ligger 751 meter över havet och antalet invånare är 450.
Terrängen runt El Porvenir är huvudsakligen kuperad, men söderut är den bergig. Runt El Porvenir är det ganska glesbefolkat, med 22 invånare per kvadratkilometer. Närmaste större samhälle är Las Mesas, 12,8 km väster om El Porvenir. I omgivningarna runt El Porvenir växer huvudsakligen savannskog.